# Francesco Esposito
Francesco Esposito (Castellammare di Stabia, 4 marzo 1955) è un ex canottiere italiano.

## Carriera
Conquista il primo dei suoi nove titoli mondiali (1980, 1981, 1982, 1983, 1984, 1988, 1990, 1992, 1994) ai Mondiali pesi leggeri di Hazewinkel nel doppio federale con Ruggero Verroca (Circolo Barion); vanta inoltre sette vittorie a Lucerna (1981, 1985, 1986, 1990, 1991, 1992, 1994), sei medaglie d'oro agli Internazionali di Francia (1981, 1982, 1985, 1986, 1987, 1992), cinque Memorial P. D'Aloja, e tredici titoli di Campione d'Italia. È stato il primo atleta italiano a ricevere, nel 1996, la Medaglia Thomas Keller, riconoscimento internazionale della FISA.

## Onorificenze
- Medaglia Thomas Keller, 1996
- Medaglia d'oro al valore atletico (CONI), 1981
- Medaglia d'oro al valore Atletico (CONI), 1984
- Medaglia d'oro al valore Atletico (CONI), 1992